# アーカンソー準州

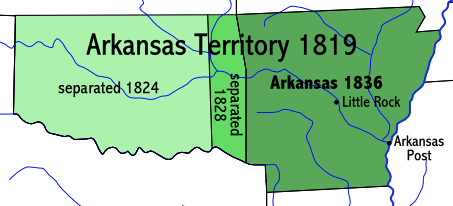
アーカンソー準州の地図

アーカンソー準州（Arkansas Territory, 当初はArkansaw Territory）は、1819年7月4日から、25番目の合衆国の州として編入を承認された1836年6月15日まで存在した、アメリカ合衆国の歴史的な編入領地。
アーカンソー準州はミズーリ準州の一部から作られ、ミシシッピ川の北緯36度の地点の南に横たわり、セントフランソア川まで西に走り、その川を北緯36度30分まで追って、そして西の準州の境界まで伸びた。これは北緯36度30分の南、現在のオクラホマ州のすべてを含んだ。準州の西端の部分は1824年11月15日に、また二度目の西端部分は1828年5月6日に取り除かれ、現在のアーカンソー州の範囲まで領土が縮小した。
アーカンソーポストは最初の準州の首都で（1819年 - 1821年）、2番目の首都はリトルロック（1821年 - 1836年）であった。

## 註
1. ↑  この地域は1819年7月4日にTerritory of Arkansawとして編入されたが、1836年6月15日にはArkansas州として合衆国編入を承認された。この名前は歴史的に、IPA: /ˈɑrkənsɔː/, /ærˈkæn.zəs/と発音され、他にもいくつかの変形があった

## 参照
- "Act of March 2, 1819, ch. 49".  Statutes at Large.  Acts of the Fifteenth Congress of the United States, 2nd Session.  pg. 493-496.  From Library of Congress, A Century of Lawmaking for a New Nation: U.S. Congressional Documents and Debates, 1774-1875. (accessed 2007-06-16). This act of Congress established the territory of "Arkansaw".
- "Act of April 21, 1820, ch. 48".  Statutes at Large.  Acts of the Sixteenth Congress of the United States, 1st Session.  pg. 565.  From Library of Congress, A Century of Lawmaking for a New Nation: U.S. Congressional Documents and Debates, 1774-1875. (accessed 2007-06-16). This act of Congress modifies the act of March 2, 1819, and refers to the territory of "Arkansas". Thereafter, federal statutes describe it as the territory of Arkansas, although journals of both the House and Senate both continue to occasionally use "Arkansaw".